# Lepanus furcifer
Lepanus furcifer là một loài bọ cánh cứng trong họ Bọ hung (Scarabaeidae).